# Kirstine Reiner Hansen
Kirstine Reiner Hansen (* in Odense, Dänemark) ist eine dänische Malerin. Sie lebt und arbeitet in Berlin.

## Leben
Hansen erhielt einen Bachelorabschluss in Design und Illustration an der Designskolen Kolding. Sie lebte anschließend 15 Jahre lang in den Vereinigten Staaten und stellte dort in verschiedenen Galerien aus, insbesondere in der Jack Fischer Gallery in San Francisco.

## Ausstellungen (Auswahl)
- 2011: Kunstverein Buchholz/Nordheide, Identitäten, Hamburg
- 2013: Provincetown Art Association and Museum, Lillian Orlowsky and William Freed Foundation Grant Recipient Exhibition, Provincetown
- 2013: Openings NYC, 1)All of the Above, St. Paul the Apostle Church, New York
- 2015: Zhou B. Art Center, I.V., Chicago
- 2015: Sidetracked Studios, For Your Eyes Only, Chicago
- 2015: Sanchez Art Center, West Coast Annual, Pacifica